# 盧峻峯
盧峻峯（英語：Alvis Lo Chun Fung，1988年8月15日—），原名盧俊龍，香港男演員及主持，曾為無綫電視部頭合約藝員。

## 簡歷
盧峻峯有一名胞妹，曾就讀五旬節靳茂生小學及順德聯誼總會鄭裕彤中學，2005年曾與朋友在校內組成「碧螺春樂團」，擔任樂團結他手；2013年則畢業於無綫電視第26期藝員訓練班，加入演藝圈前曾當過名店售貨員，以及擔任杜琪峯作品《盲探》的助理製片。2016年，他跟同為無綫電視藝員的譚永浩和董敬文成立組合「喂霞姨」，以「每個人都有一首主題曲」獲網民關注，2017年3月更使用組合身分任《香港莎莎邁向40美麗傳承演唱會》表演嘉賓。同年，他首次主持綜藝節目《Big Boys歷險記》，惟節目內容沉悶和嘉賓表現誇張，播放兩集後便遭腰斬。
2019年，盧峻峯與胞妹合資於銅鑼灣駱克道開設美睫店「BlingLash」；同年8月因在劇集《十二傳說》飾演「戴偉雄」一角而再受到關注，並轉簽無綫電視部頭合約以多方面發展。2020年，他首次在劇集《木棘証人》擔演常駐角色「佘旺炳」，同年6月與方紹聰一同經營 YouTube 頻道「喂霞姨 HaE」。2023年，他拍畢台慶劇《新聞女王》後以工作量少及家庭因素為由，於同年10月離開無綫電視。

## 演出作品

### 電視劇（無綫電視）
| 首播   | 劇名                 | 角色                             |
| 2013年 | 神鎗狙擊             | 射擊比賽觀眾（第3集）            |
| 2013年 | On Call 36小時II     | 見習醫生（第1集）                |
| 2013年 | My盛Lady             | 男朋友（第13集）                 |
| 2013年 | 舌劍上的公堂         | 公 子（第1、2、5集）             |
| 2014年 | 愛我請留言           | 攝影師                           |
| 2014年 | 廉政行動2014         | Harry（第3 - 5集）               |
| 2014年 | 忠奸人               | Charles（第6集）                 |
| 2014年 | 使徒行者             | 突擊隊 ／ 飛虎隊隊員             |
| 2014年 | 大藥坊               | 工 人                            |
| 2014年 | 老表，你好hea！      | 梁炳手下                         |
| 2014年 | 再戰明天             | 王耐斌                           |
| 2014年 | 醋娘子               | 民 眾                            |
| 2015年 | 衝線                 | 店 員                            |
| 2015年 | 樓奴                 | 國 邦                            |
| 2015年 | 陪著你走             | 明 星（第15集）                  |
| 2015年 | 收規華               | 金陵侍應                         |
| 2015年 | 張保仔               | 要員保護組警察（第3、32集）      |
| 2015年 | 梟雄                 | 喬傲天手下                       |
| 2015年 | 東坡家事             | 太 監（第24、25集）              |
| 2015年 | 實習天使             | 保 鑣                            |
| 2016年 | 公公出宮             | 旺                               |
| 2016年 | EU超時任務           | 廉政公署調查員                   |
| 2016年 | 愛·回家之八時入席    | TVI 男藝員（第1、62、65集）      |
| 2016年 | 愛·回家之八時入席    | 孫 武（第42、43、106集）         |
| 2016年 | 殭                   | 飛虎隊隊員（第16集）             |
| 2016年 | 殭                   | 元朝士兵（第33集）               |
| 2016年 | 火線下的江湖大佬     | 工作人員                         |
| 2016年 | 純熟意外             | Raymond（第9、10、17集）         |
| 2016年 | 一屋老友記           | Alvin                            |
| 2016年 | 完美叛侶             | 關堅志（第1集）                  |
| 2016年 | 城寨英雄             | 楊竹鑾手下                       |
| 2016年 | 巨輪II               | 金（第20、21集）                 |
| 2016年 | 律政強人             | 郭志材（第18集）                 |
| 2016年 | 幕後玩家             | 娛樂記者（第1、21、31集）        |
| 2016年 | 來自喵喵星的妳       | 手 下                            |
| 2016年 | 流氓皇帝             | 小販管理隊                       |
| 2016年 | 巾幗梟雄之諜血長天   | 阿 剛（第8、9集）                |
| 2017年 | 味想天開             | 城門士兵                         |
| 2017年 | 乘勝狙擊             | 醫 生（第17集）                  |
| 2017年 | 迷                   | 導 演（第18集）                  |
| 2017年 | 愛·回家之開心速遞    | 侍 應（第17集）                  |
| 2017年 | 愛·回家之開心速遞    | 大學生（第49集）                 |
| 2017年 | 愛·回家之開心速遞    | Audrey 男朋友（第246集）         |
| 2017年 | 愛·回家之開心速遞    | 張耀揚（第387集）                |
| 2017年 | 愛·回家之開心速遞    | Jacob（第1025集）                |
| 2017年 | 我瞞結婚了           | 助 手                            |
| 2017年 | 與諜同謀             | 醫 生（第21集）                  |
| 2017年 | 全職沒女             | Juno & Vesta 琴師                |
| 2017年 | 同盟                 | 地產代表（第6集）                |
| 2017年 | 老表，畢業喇！       | Alien                            |
| 2017年 | 降魔的               | 歐樹堅（第17集）                 |
| 2017年 | 溏心風暴3            | Rey                              |
| 2017年 | 性在有情             | Finn（第5、8、11、12、15集）     |
| 2017年 | 誇世代               | Jacky                            |
| 2018年 | 波士早晨             | 葉建湘（Kelvin）                 |
| 2018年 | 翻生武林             | 洪 雞                            |
| 2018年 | 逆緣                 | 朱柏黑（第31、33 - 35集）        |
| 2018年 | 特技人               | Roy（第15 - 18、22集）           |
| 2018年 | 跳躍生命線           | 陳 生（第3集）                   |
| 2018年 | 再創世紀             | 證管會人員（第29、30集）         |
| 2019年 | 荷里活有個大老千           | 軍裝皇家香港警察（第29集）       |
| 2019年 | 福爾摩師奶           | 鹹濕傑（第7集起）                |
| 2019年 | 鐵探                 | 高等法院主控官（第17集）         |
| 2019年 | 白色強人             | 周少康（第8集）                  |
| 2019年 | 十二傳說             | 戴偉雄（戴Sir）                  |
| 2019年 | 包青天再起風雲       | 陳永濤（第19 - 21集）            |
| 2019年 | 她她她的少女時代     | 中 指（第1 - 3集）               |
| 2019年 | 街坊財爺             | 玲男友（第7集）                  |
| 2019年 | 金宵大廈             | 樂隊成員（第2、9、10、15、16集） |
| 2019年 | 丫鬟大聯盟           | 日 白                            |
| 2020年 | 殺手                 | 阿 雀（第5、9集）                |
| 2020年 | 木棘証人             | 佘旺炳（蛇炳）                   |
| 2020年 | 使徒行者3            | 阿 忠                            |
| 2020年 | 踩過界II             | 趙宇軒（軒仔）                   |
| 2021年 | 寶寶大過天           | 衛生署控煙辦執法人員（第8集）    |
| 2021年 | 把關者們             | Peter（第3集）                   |
| 2021年 | 拳王                 | 張家凱                           |
| 2022年 | 金宵大廈2            | 擊 西                            |
| 2022年 | 雙生陌生人           | 厚飲店員（第11、12、15、16集）   |
| 2022年 | 童時愛上你           | 崔瑞星                           |
| 2022年 | 凶宅清潔師（J2首播） | 尹月平（少年）                   |
| 2022年 | 美麗戰場             | 工作人員（第9集）                |
| 2022年 | 法證先鋒V            | 德 廣                            |
| 2023年 | 法言人               | 阿 堅（第9集）                   |
| 2023年 | 法言人               | 卓朗替身（第11、12集）           |
| 2023年 | 隱門                 | 醫 生（第1、2、5、13、17、18集） |
| 2023年 | 寵愛Pet Pet          | 豬肉華（第17集）                 |
| 2023年 | 新聞女王             | 卓一鳴                           |
| 2025年 | 虛擬情人             | 籃球員（第3、7集）               |
| 2025年 | 虛擬情人             | 大學生（第9集）                  |

### 綜藝節目（無綫電視）
| 首播            | 節目名                      | 備註                                                                               |
| 2016-2017年     | 兄弟幫                      | 第1727、1728、1891、1892、1901、1902集嘉賓                                         |
| 2017年          | 築·動·愛                    | 演出第1集（飾演 姚仔）                                                             |
| 2017年          | Big Boys歷險記              | 主持之一與林盛斌、陳國峰、譚永浩、董敬文、鄭嘉豪、謝東閔、朱智賢、張惠雅及歐陽巧瑩 |
| 2017年          | TVB50周年 華麗轉身 邁步同行 | 嘉賓                                                                               |
| 2017年          | 萬千星輝賀台慶2017          | 嘉賓                                                                               |
| 2017年          | 今日VIP                     | 12月26日嘉賓                                                                       |
| 2018年          | big big channel大公司周年慶 | 嘉賓                                                                               |
| Big Big Channel |                             |                                                                                    |
| 2017年          | Bad Boys Club - 女神來我家  | 主持之一與譚永浩及董敬文                                                           |
| 2018年          | 白色情人節 靚仔靚女大派對   | 嘉賓                                                                               |

### 電影
| 首映   | 電影名                     | 角色       |
| 2014年 | 分手100次                  | 咖啡店客人 |
| 2015年 | 浮華宴                     |            |
| 2017年 | 迷情白夜化妝師（網絡電影） | Larry      |
| 2018年 | 棟篤特工                   |            |
| 2018年 | 洩密者                     |            |
| 2020年 | 阿索的故事                 | 阿 權      |
| 2021年 | 感動她77次                 |            |
| 2024年 | 不是你不愛你               |            |

### 音樂錄像
| 年份   | 歌名     | 歌手   |
| 2016年 | 雙雙     | 李幸倪 |
| 2017年 | 日落大道 | 羅力威 |

### 曾參與演唱會
- 2017年：《香港莎莎邁向40美麗傳承演唱會》 表演嘉賓

### 電台節目
- 2018年11月29日：香港商業電台叱吒903《毒檸王國》 嘉賓

### 廣告
- 2016年：i-Auto Mall 智能車展 （页面存档备份，存于）

## 外部連結
- 盧峻峯的新浪微博
- Alvis Lo的Facebook專頁
- 盧峻峯 ：）的Facebook專頁
- 盧峻峯的Instagram帳戶
- YouTube上的盧峻峯頻道
- 第26期藝員訓練班 – 盧俊龍 Alvis LO - 學員介紹 - tvb.com （页面存档备份，存于）
- 盧峻峯在香港影庫上的簡介